# Église Saint-Jean-Baptiste de Montégut-en-Couserans
Pour les articles homonymes, voir église Saint-Jean-Baptiste.
L'église Saint-Jean-Baptiste de Montégut-en-Couserans est située sur la commune de Montégut-en-Couserans, dans le département de l'Ariège, en France.

## Localisation
Au centre d'un cimetière, elle se trouve à l'écart au sud-ouest du village où, par ailleurs, une chapelle est présente.

## Historique
Initiée au XIVe siècle, citée dans les comptes de procuration de 1383 et remaniée au XIXe siècle, l'église est inscrite partiellement au titre des monuments historiques pour son portail gothique, par arrêté du 27 avril 1965.

## Description
C'est une église à simple nef au clocher-mur avec deux contreforts latéraux, un oculus et trois baies ouvertes sur deux niveaux et dotées de deux cloches. Le portail ultérieur à l'édification se caractérise par trois archivoltes en arc brisé reposant sur des piliers aux chapiteaux sculptés.

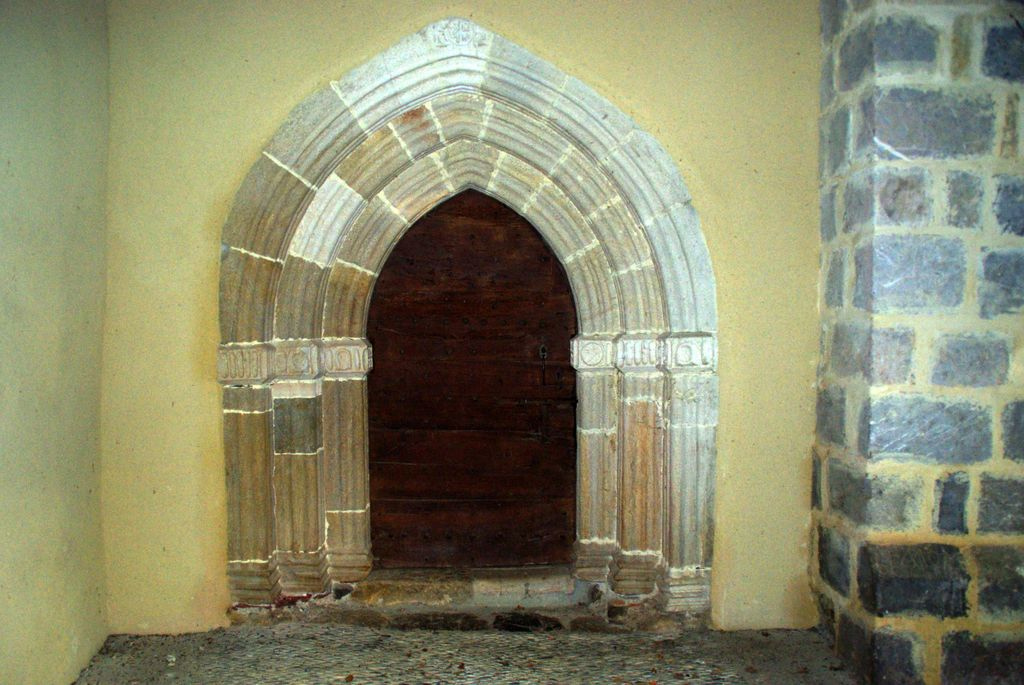
Le portail gothique inscrit en 1965.
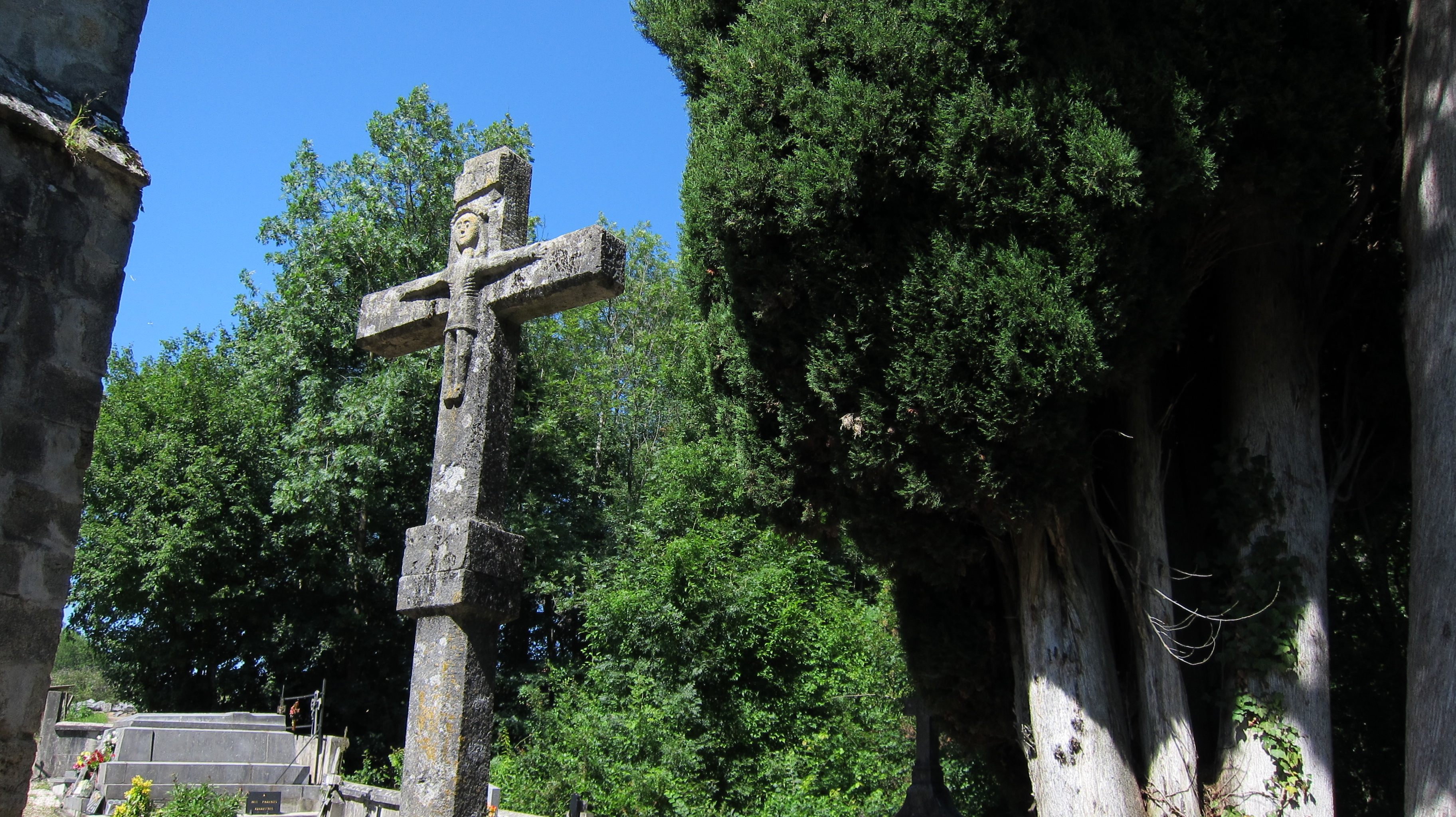
Croix au cimetière.

## Cimetière
Le joueur-entraineur de rugby Éric Béchu (1960-2013) y est inhumé.